# Baniunîn, Kameanka-Buzka
Baniunîn (în ucraineană Банюнин) este o comună în raionul Kameanka-Buzka, regiunea Liov, Ucraina, formată numai din satul de reședință.

## Demografie
Componența lingvistică a comunei Baniunîn
     Ucraineană (99,87%)
     Alte limbi (0,13%)
Conform recensământului din 2001, majoritatea populației comunei Baniunîn era vorbitoare de ucraineană (99,87%), existând în minoritate și vorbitori de alte limbi.